# Новите седем чудеса на света
Новите седем чудеса на света са съвременна алтернатива на Седемте чудеса на Античния свят. Кампанията е организирана от швейцарската корпорация New Open World Corporation. Финалният списък е представен на 7 юли 2007 в Лисабон, Португалия на Ещадио да Луж, стадион на Бенфика. Гласуването е приключено на 6 юли 2007. Изборът е направен чрез гласове подадени през телефон или в интернет. В гласуването вземат участие над 100 млн. души от целия свят.

## Победителите

### Великата китайска стена, Северен Китай
Великата китайска стена е отбранително съоръжение в Северен Китай, издигнато през 3 век пр.н.е. (в по-голямата му част) върху основата на хунски окопен вал за защита на северозападните граници на империята, нееднократно достроявана. Прекосява страната от границата с Корея – при заставата Шанхайгуан, до пустинята Гоби – при заставата Дзяюгуан и се оприличава често на дълъг дракон. Тя е едно от най-древните и добре запазени творения на човешкия дух, символ на китайската нация. Името ѝ на китайски звучи „Чанчън“ и буквално означава „Дълга защитна стена“. Тя е 1000 пъти по-дълга от всеки друг паметник на Земята. Започната преди Християнството, тя все още се строи, когато Колумб тръгва за Америка.
Но трябва да се знае, че истинската Велика Китайска стена не е тази, по която туристите се разхождат и фотографират. Истинската стена започва от Жълто море и минава през планините на север от Пекин. Тя има укрепления и кули на всички важни проходи. Стената следва долините на големите реки. В началото си е строена от камък, а в пустинята е градена от тухли. Свършва при Бялата река. Днес са открити хиляди километри забравени стени. Ако се подредят в линия всички известни стени достигат 56 000 км, които са почти достатъчни да се обиколи два пъти Земята. Но защо китайците са строели толкова стени на такава огромна площ? Уседналият китайски народ се страхувал от номадските орди от север, хуни, монголи и манджури. В китайска поема се казва: „Те нямат ниви и пасища, а само пустош, където в жълтите пясъци лежат бели кости.“
Китайската стена била преграда между цивилизацията и варварите. Китайците строели също огради около домовете и градовете си. Йероглифът „град“ значи и „стена“. Строежът на стена около страна като Китай изисквал човек с чудовищно его и власт. Този човек бил толкова могъщ, че Китай е кръстен на него – това бил император Чин, първият император на Китай. За 12 години той построил стена дълга 6400 км, висока 9,5 м и широка 4,4 м. Император Чин уеднаквил мерките и създал единна парична система. Гробът му показва колко пищно и страшно било царуването му.
През 1974 г. на изток от гроба му археолозите откриват огромна заровена армия теракотени войници, пазещи императора от зли духове. Войниците са в естествени размери и с индивидуални черти на лицата. Те били създадени по оригиналните си първообразци. Разкрити са само 10 % от находката и броят на войниците е 10 000. Гробът на императора е строен 38 години от 700 000 души.

### Град Петра, Йордания
Петра е древен град в днешна Йордания, столица на набатеите. Разположен е в естествено укрепена планинска долина на източния склон на Уади Араба, в която се пресичат пътищата към Газа на запад, Басра и Дамаск на север, Ейлат на Червено море и Персийския залив от другата страна на пустинята. На 6 декември 1985 г. Петра е включена в Списъка на световното културно и природно наследство на ЮНЕСКО.

### Статуята на Христос, Рио де Жанейро, Бразилия
Статуята на Христос с разперени ръце гледа към Рио де Жанейро. Завършена през 1931 г., тя е висока 38 м, изградена е от стоманобетон и е облицована с несмлян талк, устойчив на въздействието на климата. Статуята е разположена на високия 710 м хълм Корковаду в предградията на града. Допълнителната височина на хълма превръща този съвременен колос в емблематична забележителност на града.
Изваяна е от полско-френския скулптор Пол Ландовски, тежи над 1000 т и е изградена на части във Франция, които впоследствие били докарани с кораб в Бразилия. Статуята е тържествено открита на 12 октомври 1931 г.

### Мачу Пикчу, Куско, Перу
Мачу Пикчу (буквално „стар връх“) понякога е наричан „изгубеният град на инките“. Този град е бил създаден като свещен планински дом на великия управник на инките Пачакути, столетие преди превземането му от Испанската империя – около 1440 г., и функционирал до 1532 г., когато испанците са нападнали империята на инките. През 1532 г. всички негови жители тайнственно са изчезнали.
Градът е разположен на върха на планински хребет на височина 2057 метра над долината на река Урубамба на територията на днешно Перу. Със своите скромни размери Мачу Пикчу не може да претендира за звание на голям град – в него има не повече от 200 сгради. Това са главно храмове, жилища, складове и други помещения за обществени нужди. По-голямата част са направени от добре обработени камъни, плътно снадени един с друг. Предполага се, че в града и околностите са живели около 1200 души, които са се кланяли там на бога на Слънцето Инти и са отглеждали селскостопански култури на тераси.
Повече от 400 години този град е бил забравен. Открит е отново от американския изследовател от Йейлския университет професор Хайрем Бингхем на 24 юли 1911 г.

### Чичен Ица, Юкатан, Мексико,
Чичен Ица (на испански: Chichén Itzá) е политически и културен център на маите в северната част на полуостров Юкатан (Мексико). Най-вероятно е основан през 8 – 9 век. През 10 век е бил превзет от толтеките. От средата на 11 век е столица на толтекската държава. През 1178 е разгромен от обединените войски на трите града-държави Маяпан, Ушмал и Ицмал, управлявани от Хунак Кел. По време на испанските завоевания в средата на 16 век е в развалини.
На територията на Чичен Ица нееднократно са провеждани разкопки, в резултат на които са открити големи архитектурни паметници на маите и толтеките: храм Кукулкан – 9-стъпална пирамида (висока 24 метра) с широки стълбища на всяка от страните; храм на войните на невисока 4-стъпална пирамида и храм на ягуарите; обсерватория Каракол; 7 стадиона за игри с топка; руини на 4 колонади, образуващи гигантски правоъгълник, и др. Съхранили са се и статуи на божества с характерна стилизация, релефи, богати с растителни и геометрически орнаменти, произведения на малката пластика и т.н. В града е имало свещен кладенец (сенот) с дълбочина около 50 м, който е служил за жертвоприношения.

### Колизеумът, Рим, Италия
Колизеумът е най-пространният и най-великолепният от амфитеатрите в Древен Рим. Издига се в Рим, близо до двореца на Нерон Domus Aurea, който е построен след опожаряването на града през 64 г. Строежът на амфитеатъра отнема 10 години. Веспасиан започва работата през 72 г., а неговият син Тит го открива през 80 г. с тържествени игри, които продължават 100 дни. Счита се, че сградата е изцяло завършена от Домициан, брата на Тит. По време на игрите в чест откриването на Колизеума през 80 г. били избити повече от 5000 животни: слонове, тигри, лъвове, лосове, хиени, хипопотами и жирафи.
В амфитеатъра – по начало римско откритие, са провеждани игри, включително битки между животни (venationes), убиване на затворници от животни и други екзекуции (noxii), военноморски войни (naumachiae) чрез наводняване на арената, и битки между гладиатори (munera). Изчислено е, че около 500 000 души са загинали в тези игри. Богатите са задължени по закон, а и според очакванията на народа, да организират игри, както и да печелят благосклонността на гражданите. Организацията на зрелищата, която включва и разходите по тях, е обществен въпрос и се регулира от множество закони.

### Тадж Махал, Агра, Индия
Тадж Махал е мавзолей в Агра, Индия, построен от императора Шах Джахан в чест на любимата му жена Мумтаз Махал, която умира по време на военна кампания през 1631 г. Той решава да я увековечи с построяване на неповторима мраморна гробница. Строителството на мавзолея започва през 1633 г. И свършва през 1650 г. Работата продължава 17 години, а в строежа са ангажирани 20 хиляди души – архитекти и майстори, събрани от цяла Индия и Турция. Той е най-красивата постройка в Индия.

## Другите претенденти
- Египетските пирамиди в Египет
- Акрополът в Гърция
- Храмът (църква, после джамия) „Света София“ в Турция
- Кремъл и катедралата „Василий Блажени“ в Русия
- Замъкът „Нойшванщайн“ в Германия
- Айфеловата кула във Франция
- Каменните фигури Стоунхендж във Великобритания
- Храмовете Ангкор Ват в Камбоджа
- Дворецът Алхамбра в Испания
- Храмът „Кийомидзу-дера“ в Япония
- Статуята на Свободата в Ню Йорк
- Операта в Сидни, Австралия
- Древният град Тимбукту в Мали
- Каменните статуи на Великденските острови в Чили
- Белоградчишките скали в България
- Дубай